# Ilona Gierak
Ilona Gierak (ur. 29 października 1988 w Węgrowie) – polska siatkarka, grająca na pozycji przyjmującej.
Przez kilka lat trenowała i grała w II lidze w Węgrowie. Po maturze wybrała możliwość gry w LSK i podpisała kontrakt z Pronar Zeto Astwa AZS Białystok.
Od sezonu 2018/2019 występuje w drużynie UNI Opole.

## Sukcesy klubowe
Mistrzostwo I Ligi:
- 2012
- 2016

Mistrzostwo Polski:
- 2015